# 통영해저터널
통영해저터널(統營海底터널)은 대한민국 미륵도와 통영반도를 연결하는 길이 483m, 폭 5m, 높이 3.5m의 해저 터널이다. 2005년 9월 14일 등록문화재 제201호로 지정되었다.

## 개요
1932년에 완공되었으며, 이는 동양 최초의 해저 터널이다.
예전에는 통영과 미륵도를 연결하는 주요 연결로였지만, 충무교와 통영대교가 개통되면서 지금은 통행 목적으로는 거의 사용하지 않고 있다. 현재 차량 통행이 금지되어 있고, 보행자 통행만 가능하다.
통영운하를 파면서 만든 해저터널이며, 만조 기준으로 수심 13.5m 아래에 지어졌다. 공사의 주창과 시행이 일제에 의한 것이었지만, 조선의 인력과 자재에 의해 완공된 것이라는 측면에서 역사적 가치가 있다고 인정되어 등록문화재로 지정되었다.

## 구조
바다 양쪽을 막는 방파제를 설치하여 생긴 공간에 거푸집을 설치하고 콘크리트를 타설(打設)하여 터널을 만든 뒤, 다시 방파제를 철거하는 과정을 거쳐 완공하였다. 터널 입구는 목조 기둥을 이용해 왕대공 트러스 구조로 만들어졌다.
터널 입구에는 용문달양(龍門達陽)이라는 문구가 새겨져 있는데, 이는 용문(龍門)을 거치면 산양(山陽)에 이른다는 뜻이다. 터널의 경사면은 아스콘으로 포장되었다.

## 건설 목적과 관련한 이야기
1592년 임진왜란 한산대첩 3차 해전에서는 일본 측은 조선 수군보다 피해가 더 커서 사살된 인원이 3천 명 이상으로 추정된다. 일제시대에 일본 입장에선 자신들의 조상의 시체가 있는 곳을 밟고 지나갈 수 없다는 속설에 기인해서 해저로 팠다.

## 참고 자료
- 통영해저터널 - 국가유산청 국가유산포털
- UTOUR 통영관광포털 - 해저터널